# Helga Lehner
Helga Anna Lehner (nacida el 5 de enero de 1944) es una actriz y actriz de doblaje alemana.

## Biografía
Lehner se formó como actriz en el Mozarteum de Salzburgo. Visto en varias películas de la década de 1960, entre ellas en Wenn man baden geht auf Teneriffa (1964), À belles dents (1966) o Geschlossener Raum (1983). Posteriormente se centró en apariciones comerciales, teatrales y televisivas.
También trabajó como presentadora de radio en RIAS Berlín y es la voz de la empresa de transporte público de Berlín en los autobuses. Como parte de su trabajo como actriz de doblaje habló entre otras a Joan Bakewell en Iris (2001) y Mary-Louise Wilson en She-Devil (1989).
Su hijo Sascha, nacido en 1967, nació de su primer matrimonio con el actor Christian Wolff. Sascha falleció en 2020. En 1972, Lehner se casó con el actor Sky du Mont y su tercer matrimonio fue con el experto en vinos Hardy Rodenstock.

## Filmografía
- Das Haus in Montevideo (1963)
- Volles Herz und leere Taschen (1964)
- Wenn man baden geht auf Teneriffa (1964)
- Die Lady (1964)
- 24 horas para matar (1965)
- Persecución a un espía  (1965)
- Ciudad del terror (1965)
- À belles dents (1966)
- Das Go-Go-Girl vom Blow-Up (1969)